# الحرب الأهلية الليبيرية الثانية
الحرب الأهلية الليبيرية الثانية هي حرب بدأت عام 1999 وقامت بعد ظهور مجموعة ثائرة ضد الحكومة الليبيرية في شمال ليبيريا بدعم من حكومة الدولة المجاورة غينيا وبدعم من حزب الاتحاد الليبيري للمصالحة والديمقراطية وفي ظهرت سنة 2003 مجموعة حزبية أخرى ثارت ضد الحكم وهم الحركة من أجل الديمقراطية في ليبيريا ونشطت في الجنوب لتطيح بحكومة تشارلز تايلور الحكومة الثالثة التي قادت البلاد، وتمكن حزب الاتحاد الليبيري للمصالحة والديمقراطية من السيطرة على العاصمة مونروفيا، وقامت مجموعة هذا الحزب بقصف المدينة وقتلوا الكثير من المدنيين فيها، بينما كان آلاف الناس قد هجروا المدينة لأوضاعها السيئة، في حين أن الرئيس الليبيري السابق تشارلز تايلور رحل إلى نيجيريا.
وفي مدينة أكرا عاصمة غانا تم توقيع إتفاقية سلام بين الأحزاب المتصارعة بتاريخ 18 أغسطس من سنة 2003 وإتفقوا على إنهاء الصراع وعلى بداية ديمقراطية جديدة في البلاد ليتنخب الرئيس جيود براينت رئيساً للبلاد سنة 2005، وقتل من جراء هذه الصراع حوالي 300 ألف شخص.

## لمحة عامة
انتهت الحرب الأهلية الليبيرية الأولى بعقد انتخابات عامة سنة 1997 والتي أدت لوصول تشارلز تايلور لسدة الحكم.
بدأت الحرب الأهلية الثانية في شهر أبريل سنة 1999 بعدما قام المنشقون الليبيريون تحت راية منظمة الليبيريون المهجرون بغزو ليبيريا انطلاقاً من غينيا. وأصبحت غينيا الداعم الرئيسي لمنظمة الليبيريون المتحدون من أجل المصالحة والديمقراطية (LURD) من الناحيتين المالية والعسكرية. وتبع ذلك انضمام مختلف الجماعات المنشقة إلى منظمة الليبيريون المتحدون من أجل المصالحة والديمقراطية (LURD) خلال شهر يوليو من سنة 2000، بقيادة سيكو كونيه. ويُعتقد أن معظم المنشقين كانوا من مقاتلي المادينغا وكراهان من جناحي حركة تحرير ليبيريا المتحدة من أجل الديمقراطية.
كما كان التحالف الذي تم عقده النيجيري رئيس فريق الرصد التابع للجماعة الاقتصادية لدول غرب أفريقيا (ECOMOG) الجنرال ماكسويل خوبي مهماً في تشكيل الليبيريون المتحدون من أجل المصالحة والديمقراطية (LURD). وقد تم عقده ما بين المنشقين الليبريين وميليشيات صيد كاماجورس السيراليونية، وشمل على الزعيمان العسكريان صموئيل هينغا نورمان وإدي ماسالي. قام تايلور بغية مواجهته للمنشقين بنشر مقاتلين تابعين للجبهة الوطنية الليبيرية غير النظامية مع وحدات أخرى أكثر امتيازاً مثل وحدة مكافحة الإرهاب، والتي كانت في وضع يسمح لها بضمان قتال الجنود غير النظاميين.
شنت الجبهة الثورية المتحدة (RUF) هجمات متواصلة ومتزامنة ضد غينيا انطلاقاً من ليبيريا وسيراليون في وقت متزامن -وكانت الجبهة الثورية المتحدة (RUF) ما تزال موالية لكل من تايلور والمنشقين الغينيين - وقد حققت نجاحاً أولياً. وتبع ذلك دحر قوات تايلور إلى داخل سيراليون وليبيريا في شهر يناير سنة 2001. وشكل المتمردون تهديداً كبيراً على حكومة تايلور، فكانت ليبيريا قد دخلت حينها في نزاع معقد ضد المنشقين وسيراليون وجمهورية غينيا.
كانت كلا الدولتان تدعمان الليبيريون المتحدون من أجل المصالحة والديمقراطية (LURD) مع بداية عام 2002، فيما كان تايلور بالمقابل يدعم فرق معارضة عديدة في كلتا الدولتين. كما اجتذب تايلور عداء البريطانيين والأمريكيين عبر دعمه (عملياً إنشاءه) لمتمردي (SL) والجبهة الثورية المتحدة. ازداد على ثر ذلك الضغط البريطاني والأمريكي الموّجه نحو تايلور بالترافق مع ازدياد الدعم المالي لغينيا واقتراح الولايات المتحدة وبريطانيا لحزمة عقوبات تبنى مجلس الأمن التابع للأمم المتحدة نسخة أقل حدة منها في شهر مايو من عام 2001.

### اقتراب المتمردين من مونروفيا

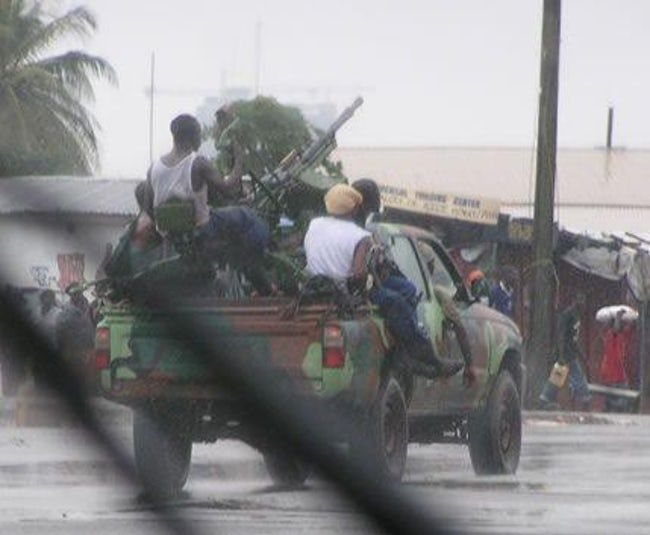
مركبة بيك أب مع رشاش في مونروفيا.

كانت قوات الليبيريون المتحدون من أجل المصالحة والديمقراطية على بعد 44 كيلومتر من العاصمة مونروفيا بحلول منتصف شهر فبراير من عام 2002، وأُرغِم تايلور على إعلان حالة الطوارئ. ذكر تقرير لمجموعة الأزمات الدولية حول الآلية المتبعة في هذا الهجوم في فبراير 2002، أنها اتبعت ’استراتيجية تسلل نحو جنوب غربي ليبيريا عبر أجمات لوفا الجنوبية الكثيفة بالالتفاف حول معاقل الحكومة وقطع خطوط الإمداد... فيما زعمت قوات الليبيريون المتحدون من أجل المصالحة والديمقراطية تخصيصها لما يتراوح بين 300 حتى 500 رجل لانهجاز المهمة، ... يرجح اقتراب عدد من هاجموا في حقيقة الأمر للعشرين‘. أما الانطباع بوجود زحف تدريجي لقوة كبيرة نحو مونروفيا فهو خاطئ، يبدو أن نمط غارات الكر والفر كان هو السائد عوضاً عن نمط التقدم العسكري المستمر.

## الأطفال الجنود
قام كل من فصيل الليبيريون المتحدون من أجل المصالحة والديمقراطية (LURD) وتشارلز تايلور باستغلال الأطفال إلى كبير من خلال تجنيدهم عسكرياً للعمل كمقاتلين أو حَمَّالين للذخيرة. عاد استغلال الأطفال بالنفع على طرفي الصراع بغض النظر عن الحظر الموضوع على هذه الممارسات بموجب ما تنص عليه اتفاقية جنيف. وصف مراقبون من منظمة هيومان رايتس ووتش عملية حصار مونروفيا بالفوضوية والمُهلِكة والتي أطلق النار خلالها الكثير من المقاتلين الصغار في السن باستخدام أسلحة لم يُدرَبوا على استعمالها.
شكّلت المخدرات جزءاً مُتمِّماً من ثقافة الحرب الليبيرية؛ فقد عُدت وسيلةً من وسائل السيطرة. وعانى الجنود الأطفال وغيرهم من فئات مقاتلي الحرب من الإدمان على الكوكايين والقات وغيرها من أنواع المخدرات. وقد رأى عدد من قادة الفصائل والميليشيات أن الكوكايين زادت من الأُهْبَة والجاهزية القتالية للجنود على أرض المعركة.

## وصلات خارجية
- دليل حول النزاع في ليبيريا وإرساء السلام (بالإنجليزية)
- نص اتفاق السلام الشامل - معهد السلام الأمريكي (بالإنجليزية)
- معرض صور من عمل كريس هوندروس